# Herkimer (kommun)
Herkimer är en kommun i Herkimer County i delstaten New York, USA med 10 175 invånare (2010). I kommunen ligger tätorten Herkimer med  7 743 invånare.